# Passo dopo passo (Davide De Marinis)
passodopopasso è il secondo album in studio del cantautore italiano Davide De Marinis, pubblicato nel 2001 su etichetta EMI.
Lo stesso anno partecipa al suo terzo Festivalbar con il brano La pancia.

## Tracce
1. La pancia
2. Non mi basti mai (2001 version)
3. Come un razzo
4. Fuori moda
5. L'ombra della Luna
6. Il guerriero
7. Con le dovute precauzioni
8. Ahi ahi
9. Valvola di sfogo
10. Morire di piacere
11. Non ti nascondere

## Formazione
- Davide De Marinis – voce, cori
- Paolo Costa – basso
- Davide Bosio – chitarra elettrica
- Luca Scarpa – tastiera
- Giorgio Cocilovo – chitarra acustica
- Angelo Pusceddu – percussioni
- Chicco Gussoni – chitarra elettrica
- Sergio Orlandi – tromba
- Guendy Fontana, Franco Fasano – cori